# Krzysztof Charamsa
Krzysztof Olaf Charamsa (* 5 tháng 8 1972 ở Gdynia) là một linh mục người Ba Lan và nhà thần học cũng như trợ tá bí thư của hội đồng thần học quốc tế của giáo đoàn về Đức tin ở tòa thánh Vatican.

## Tiểu sử
Charamsa được phong làm linh mục 1997. Trước đó, ông đã học triết và thần học tại Pelplin ở Ba Lan (1993-1997), và khoa thần học ở Lugano, Thụy Sĩ (1993-1997) và sau đó Đại học Giáo hoàng Gregoriana, nơi ông đã bảo vệ bằng tiến sĩ 2002. Từ 2004 ông giảng dạy tại Đại học Giáo hoàng Regina Apostolorum ở Roma và từ 2009 tại Đại học Giáo hoàng Gregoriana với tư cách là giảng viên thần học. 2011 ông được nhận làm trợ tá bí thư của hội đồng thần học quốc tế của giáo đoàn về Đức tin ở tòa thánh Vatican.

## Thú nhận đồng tính
Vào ngày 3 tháng 10 năm 2015, Charamsa thú nhận mình là người đồng tính và sống với người yêu ở Roma. Qua tờ báo hàng ngày „Corriere della Sera“ ở Milano, ông bày tỏ: „ Tôi muốn nhà thờ và những người người liên hệ với tôi biết rằng, tôi là ai: một linh mục đồng tính, hạnh phúc và hãnh diện về cá thể riêng biệt của mình“, "đã đến lúc nhà thờ nên mở mắt ra đối diện với những người đồng tính và hiểu rằng, giải pháp, mà họ đề nghị, hoàn toàn  
từ bỏ tình dục, là vô nhân đạo."  Charamsa đã cố ý lựa chọn thời điểm này để thú nhận. Ngày hôm sau 270 giám mục sẽ họp mặt lại tại tòa thánh Vatican để bàn về vấn đề hôn nhân và gia đình. Cuộc họp mặt này kéo dài 3 tuần bao gồm cả những vấn đề gây nhiều tranh cãi như cách đối xử với những người đồng tính và những người muốn lập gia đình lần nữa, cũng như quan điểm nhà thờ về vấn đề phá thai và ngừa thai. Cuộc họp mặt này sẽ quyết định chính sách của nhà thờ Công giáo Rôma trong những năm tới dưới quyền giáo hoàng Phanxicô. Charamsa muốn nói với những người tham dự cuộc hội nghị tôn giáo này: "Tình yêu của những người đồng tính là một tình yêu gia đình, họ cần có một gia đình." 
Ngay ngày hôm đó, phát ngôn viên của tòa thánh Vatikan, Federico Lombardi loan báo, Charamsa vì vậy không thể tiếp tục làm việc cho Vatikan hay cho trường đại học nữa. Mặc dù bị cho nghỉ việc, Charamsa vẫn còn là linh mục, tuy nhiên Lombardi nói bóng gió là bề trên của Charamsa có thể sẽ có những biện pháp kế tiếp.

## Việc tương tự
Năm 2007, đài truyền hình La7 của Ý đã phỏng vấn nhiều nhà tu mà bày tỏ về việc đồng tính của mình trong chương trình "Exit". Mặc dù là mặt được làm tối lại và giọng nói đã đổi tiếng, nhưng Tommaso Stenico, một thành viên trong giáo triều Rôma đã bị nhận diện vì những thiết kế trong phòng ông, và bị mất việc làm. Phát ngôn viên tòa thánh Vaitikan, Federico Lombardi, nói, là người có thẩm quyền đã phải can thiệp vào vì vị linh mục này đã làm một việc mà mâu thuẫn với nhiệm vụ của tòa thánh.
Chính trị gia đảng Xanh Volker Beck, chỉ trích trong một bản công bố cho báo chí, hành động này một lần nữa là "một bằng chứng cho sự đạo đức giả của tòa thánh Vatican trong vấn đề tình dục". Đối với những nhà tu làm chuyện tội lỗi thì nhà thờ Công giáo có một quỹ trợ cấp riêng. Khi các linh mục lạm dụng tình dục trẻ em thì lại tìm cách dấu diếm và không đếm xỉa gì đến nạn nhân, còn đối với những người đồng tính, mà không gây thiệt hại cho ai cả, thì lại trù dập (witch hunting).